# Свети Георги (Драгомирци)
Вижте пояснителната страница за други значения на Свети Георги.
„Свети Георги“ (на гръцки: Αγίου Γεωργίου) е възрожденска православна църква в кукушкото село Драгомирци (Вафиохори), Гърция, част от Поленинската и Кукушка епархия. В 1981 година църквата е обявена за защитен паметник.

## География
Църквата е разположена в кукушкото село Драгомирци (Вафиохори), на около 18 километра западно от Кукуш, в долината между Вардар и Дойранското езеро. До храма се стига по селския път към Ругуновец (Поликастро). Църквата се намира на края на Драгомирци, при сливането на две дерета.

## Архитектура
Църквата представлява трикорабна базилика с размери 19,80 х 9,70 m, с полукръгла апсида в източната част на сградата, нартекс и галерия на запад. Архитектурният ѝ тип е най-разпространеният в късните години на османската власт. Църквата е имала трем на юг, за което свидетелстват остатъците от дървените подпори в стените.
Във вътрешността на църквата корабите са разделени с две колонади от по четири двойки колони. Средният кораб е по-широк. Стълбовете са дървени, измазани с гипс, за да изглеждат цилиндрични. Апсидата е полукръгла, като нишите на протезиса и дяконикона не излизат от източната стена. Галерията е над нартекса на западната страна и до нея се достига по дървена стълба от северната страна. Храмът има два входа – южният води в наоса, а западният в нартекса. Прозорците са малко и са с хоризонтални железни пръчки. Оригиналният под е запазен и е от плочи от малтийски камък.
Покривът е симетричен на централната ос и има засеци на източната и западната страна. Апсидата има собствен покрив.
Каменната камбанария на югоизточния ъгъл на комплекса е по-късна. Под покрива има четири сводести отвора. На източната стена в пясъчник е издълбана датата 1895.

## Декорация
На южната стена на храма, вляво от входа, над главния вход има мраморна плоча с надпис. В центъра му е оформен кръст с инициалите Ι(ησού)ς Χ(ριστό)ς ΝΙΚΙ. Надписът гласи ΜΙΝ ΑΠΡΙΛΙΟΣ/ ΙΣ ΕΤΟΣ 1806 ΜΕΙ/ ΓΕΟΡΓΕΚΟΣ Ο ΜΙΤΡΕΣΤΙ/ ΠΑΠΑ ΙΟΥΑΝΙ ΧΡΙΣΟ. От надписа се разбира датата на изграждане – април 1806 година, името на строителя Георгекос Митрещи и на свещеника Йоан Хрисо.
Колоните на наоса са украсени с флорални мотиви. Над арките и в съответстващите горни зони на южната и северната стена са изобразени сцени от Христовия цикъл – Сретение, Поклонение на влъхвите, Възкресение Лазарево, Преображение Господне и други. На източната стена е Благовещение, Рождество Христово, сцени от чудесата, Страстите и Възкресение Христово. В конхата на апсидата е изобразена Богородица Одигитрия с Христос и отдолу йерарси. На южната стена между тавана и вратата е изобразен Христос Анапесон, след това Второто Пришествие, но сцената до голяма степен е разрушена.
В лявата част на входа е разкрит надпис, написан със синя боя и главни букви:
| „ | ΑΝΕΚΑΙΝΕΙΣΘΗ Ο ΠΑΡΩΝ ΘΕΙΟΣ ΚΑΙ ΙΕΡΩ/ΤΑ[ΤΟΣ ΝΑ]ΟΣ, ΔΙΑ ΣΥΝΔΡΟΜΗΣ ΚΑΙ ΔΑΠΑΝΗΣ/ ΤΩΝ ΤΖΙΟΡΠΑΤΖΗΔΩΝ. ΤΑΝΤΣΙΟΥ ΠΑ(ΠΑ) ΔΕΛΙΟΥ. ΠΕΤΡ[Ε]/ΔΗΜ.- ΔΗΜΗΤΡΙΟΥ Π(Α)ΠΑΙΛΙΩΣ.- ΝΑΚΟΥ, ΚΑΦΤΑΝΤΖΗ.- ΚΑΙ/ ΣΤΟΙΚΟΥ, ΠΑΝΔΟΥΛΑ. ΚΑΙ ΓΕΩΡΓ. Ι ΤΖΙΝΟΥ. ΙΣΤΟΡΗΘΗ ΔΕ ΔΙΑ ΧΕΙΡΟΣ/ ΕΥΣΤΑΘΙΟΥ, ΑΓΓΕΛΟΥ, ΘΕΣΣΑΛΟΝΙΚΕΩΣ. ΚΑ[Ι ΔΗ]ΜΗΤΡΙΟΥ ΕΥΑΓΓΕΛΙΟΥ. ΕΝ ΕΤΕΙ 1863/ ΚΑΙ ΔΙΑ ΔΑΠΑΝΗΣ ΟΛΩΝ ΤΩΝ ΤΖΙΩΡΠΑΤΖΗΔΩΝ ΤΩΝ Κ[ΑΤΟΙΚ]ΟΥΝΤΩΝ ΕΝ ΤΗ [ΚΩΜΗ] ΤΑΥΤΗ. | “ |

Според надписа храмът е обновен с финансовата помощ на търговското семейство Чорбаджийски. Надписът също така информира за зографите, обновили фреските на църквата – Евстатиос Ангелу от Солун и Димитър Вангелов (Димитриос Евангелу), както и годината на реновацията 1863. Димитър Вангелов е от Петрово и макар и в началото на кариерата си е сътрудничел и с други художници от Солун. Някои от творбите му са оцелели в районите на Кукушко и Солунско.
Основните фигури има дълги, овални лица и големи очи, дълги носове и тъмна кожа. Фигурите на втори план са малки и ефирни. Дрехите следват линията на тялото и разкриват неестествена и нехармонична структура.
Иконостасът е резбован и се крепи на първата двойка колони от източната страна. Изработен е във втората половина на XIX век и е разделен на три зони във височина. Първата зона се състои от прости табла, втората от седем големи икони и третата от 22 малки икони, които не са изцяло запазени. Фризовете са резбовани с флорални и животински мотиви.
Малките стълбове на царските двети са увенчани с човешка фигура във фустанела, носеща тояга в лявата си ръка. Извън царските двери, на вратичката на протезиса е изобразен Архангел Михаил. В долната част на изображението има надпис, който разкрива автора на иконостаса – видния български възрожденски художник, представител на Дебърската художествена школа Дичо Зограф. Над иконостаса има кръст с два змея.
На средната колона на северната колонада се намира деветостранният амвон. На всяка от страните му са изписани четиримата евангелисти и стълбовете на вярата. Край фигурата на Свети Атанасий Кулакийски, новомъченик, пострадал за вярата в 1774 година, се чете надписът: „Κύριε Ιησού/ Χριστέ ελέ(η)σον και σωσον του κεκοι(μη)μέ/νου δούλου σου Αθανά/σιος Πέϊκου και αξίω/σον αυτόν εν τη επου/ρανίω Βασιλία σου/Αμήν“. (Господи, Исусе Христе, помилуй и спаси раба си Атанас Пейков и го приеми в Царството ти, Амин.)
Северната правоъгълна част на амвона, която се състои от големи табла, е украсена с флорални мотиви. В горната зона има букети от рози, а в долната – две качулати дървета и три високи кипариса. В центъра има минускулен калиграфски надпис: Χείρ Ζήση παππά/ Κων(στ)αντίνου Ζωγρά/φου ἐκ Κολακιάς/ τῷ αωξζ΄. Според надписа амвонът е дело на представителя на Кулакийската художествена школа Зисис Папаконстантину. Владишкият трон е прост, в основата му има змейски глави. Пет преносими икони са дело на други представители на Кулакийската школа – Атанасиос Маргаритис и Ставракис Маргаритис от 1859 и 1861 година. По-късно те са преместени в новата църква. В храма има икони на Димитър Вангелов.